# Brasiliens Grand Prix 1977
Brasiliens Grand Prix 1977 var det andra av 17 lopp ingående i formel 1-VM 1977. 

## Resultat
1. Carlos Reutemann, Ferrari, 9 poäng
2. James Hunt, McLaren-Ford, 6
3. Niki Lauda, Ferrari, 4
4. Emerson Fittipaldi, Fittipaldi-Ford, 3
5. Gunnar Nilsson, Lotus-Ford, 2
6. Renzo Zorzi, Shadow-Ford, 1
7. Ingo Hoffman, Fittipaldi-Ford

### Förare som bröt loppet
- Carlos Pace, Brabham-Alfa Romeo (varv 33, olycka)
- Tom Pryce, Shadow-Ford (33, motor)
- Hans Binder, Surtees-Ford (32, upphängning)
- John Watson, Brabham-Alfa Romeo (30, olycka)
- Jacques Laffite, Ligier-Matra (26, olycka)
- Patrick Depailler, Tyrrell-Ford (23, olycka)
- Mario Andretti, Lotus-Ford (19, tändning)
- Alex Ribeiro, March-Ford (16, motor)
- Jochen Mass, McLaren-Ford (12, olycka)
- Ronnie Peterson, Tyrrell-Ford (12, olycka)
- Clay Regazzoni, Ensign-Ford (12, olycka)
- Vittorio Brambilla, Surtees-Ford (11, olycka)
- Jody Scheckter, Wolf-Ford (11, motor)
- Ian Scheckter, March-Ford (1, transmission)
- Larry Perkins, BRM (1, överhettning)

## VM-ställning
| Förarmästerskapet 1. Carlos Reutemann, Ferrari, 13 2. Jody Scheckter, Wolf-Ford, 9 3. Emerson Fittipaldi, Fittipaldi-Ford, 6 Carlos Pace, Brabham-Alfa Romeo, 6 James Hunt, McLaren-Ford, 6 | Konstruktörsmästerskapet 1. Ferrari, 13 2. Wolf-Ford, 9 3. Brabham-Alfa Romeo, 6 McLaren-Ford, 6 Fittipaldi-Ford, 6 |